# Бурцево (Сокольский район)
Бурцево — деревня в Сокольском районе Вологодской области.
Входит в состав Нестеровского сельского поселения, с точки зрения административно-территориального деления — в Нестеровский сельсовет.
Расстояние по автодороге до районного центра Сокола — 45 км, до центра муниципального образования Нестерова — 14 км. Ближайшие населённые пункты — Лебечиха, Истоминское, Шулепово.
По переписи 2002 года население — 8 человек.